# 赤城村
赤城村（あかぎむら）は、群馬県中部の勢多郡に属していた村である。
2006年（平成18年）2月20日、旧渋川市、北群馬郡伊香保町、小野上村、子持村、勢多郡北橘村と合併して新たに渋川市となった。合併後の村域は「赤城町（あかぎまち）」となっている。

## 概要
1956年（昭和31年）9月1日、勢多郡横野村と敷島村が合併して発足。渋川広域市町村圏の北東部に位置する上越線・関越自動車道沿線の村で、18の大字と22の行政区からなる。
村名は赤城山に由来。旧北勢多郡久呂保村（現在の昭和村）、赤城根村（沼田市）、旧南勢多郡黒保根村（桐生市）など、勢多郡には赤城山の名に由来する村が多数あった。

## 地理
赤城山の西麓に位置し、西に隣接する子持村との境に利根川が流れている。利根川から取水する群馬用水赤城幹線と佐久発電所導水路が村の中部に通じている。村の北部の旧敷島村域を沼尾川が流れ、村の南部の旧横野村域を天竜川が流れる。村の最高点は赤城山の外輪山の鈴ヶ岳1,564メートル、最低点は利根川と天竜川の合流点170メートルである。
利根川沿いの河岸段丘が地形上の大きな特徴であり、隣接する昭和村と沼田市にも同様の特徴がある。また、昭和村および沼田市と接する綾戸峡は古くから交通の難所となっている。

### 人口
赤城村の人口は昭和後期の三原田団地造成によって増加した時期を除いて減少傾向にあった。1960年（昭和35年）の国勢調査人口は約1万4千人で、勢多郡10町村（1町9村）中、城南村に次いで2番目に多かった。発足時の人口は1万6千人を数えた。
2000年（平成12年）の国勢調査人口は約1万2千人で、勢多郡9町村（1町8村）中、富士見村、大胡町、新里村に次いで4番目に多かった。勢多郡では富士見村、大胡町、新里村、赤城村、粕川村、北橘村の6町村が1万人を超えていた。
- 1960年（昭和35年）：14,717人
- 1965年（昭和40年）：13,845人
- 1970年（昭和45年）：13,063人
- 1975年（昭和50年）：12,705人
- 1980年（昭和55年）：13,719人
- 1985年（昭和60年）：13,730人
- 1990年（平成2年）：13,366人
- 1995年（平成7年）：13,021人
- 2000年（平成12年）：12,555人
- 2005年（平成17年）：11,981人

### 隣接自治体
- 沼田市
- 勢多郡北橘村、富士見村
- 利根郡昭和村
- 北群馬郡子持村

## 歴史
先史時代の遺跡として、滝沢遺跡、三原田遺跡、樽遺跡などがある。『延喜式』に記される拝志牧は、古代の赤城村域を含む赤城山西麓一帯にあったと推定される。津久田字三間入の薬師堂境内の石堂に「上州林庄佃村」とあり、中世の赤城村域は拝志庄（林庄）に属したことが明らかになっている。室町時代の赤城村域は上野守護上杉氏の所領で、上杉氏の所領目録に「林庄之内 名雲郷半分」とあり、沼尾川流域の南雲郷（名雲郷）は拝志庄に属したことが知られる。近世の赤城村域は大胡藩牧野家領に属した津久田村を除いて前橋藩平岩家領となる。近世中期以後は幕府領、前橋藩領、淀藩領、旗本保々家知行、旗本大久保家知行などに細分された。
明治期に前橋藩は前橋県となり、前橋県は岩鼻県などと合併して群馬県となる。群馬県は入間県と合併して熊谷県となるが、熊谷県の廃止により再び群馬県の管轄となる。町村制施行により、持柏木・溝呂木・勝保沢・北上野・上三原田・三原田・見立・滝沢・樽・宮田の10か村が合併して横野村が発足。津久田・猫・長井小川田・深山・棚下の5か村が合併して敷島村が発足。昭和中期、横野村と敷島村が合併して赤城村が発足。赤城村は平成の合併による渋川市発足まで約49年間存続した。

### 沿革
- 1889年（明治22年）4月1日 - 町村制施行に伴い、南勢多郡に横野村・敷島村が誕生。
- 1896年（明治29年）4月1日 - 東群馬郡と南勢多郡が合併し、勢多郡発足。
- 1956年（昭和31年）9月1日 - 横野村・敷島村が合併し、赤城村が発足。津久田の旧敷島村役場を赤城村役場とし、滝沢の旧横野村役場を横野出張所とする[7]。
- 1958年（昭和33年）3月 - 村役場が敷島に移転する。旧役場・横野出張所廃止[7]。
- 1966年（昭和41年）7月20日 - 村章が制定される。
- 1971年（昭和46年）9月1日 - 渋川地区広域市町村圏振興整備組合が発足する[2][8]。
- 1972年（昭和47年）4月1日 - 渋川地区広域消防が発足する[2][9]。
- 1975年（昭和50年）3月1日 - 上三原田に広域消防東分署設置[2][10]。
- 1984年（昭和59年）12月 - 村の木と村の花が制定される。
- 2006年（平成18年）2月20日 - 赤城村が北橘村・（旧）渋川市および北群馬郡伊香保町・子持村・小野上村と合併し、渋川市が発足。旧村域は渋川市赤城町となり、旧赤城村役場は渋川市の赤城総合支所となる。

## 行政
歴代村長
1. 木暮佐市（1956年10月6日 - 1957年2月10日）※在任中に死去
2. 永井丑之助（1957年3月9日 - 1961年3月7日）
3. 下田八洲太（1961年3月8日 - 1985年3月7日）
4. 三富晴雄（1985年3月8日 - 1989年2月10日）※在任中に死去
5. 齋藤光雄（1989年3月5日 - 2001年3月4日）
6. 永井良一（2001年3月5日 - 2006年2月19日）※渋川市の発足後、市長選出まで市長職務執行者を務める。

## 地域

### 村内の大字
赤城村には18の大字があり、旧村別では、旧横野村域に12大字、旧敷島村域に6大字ある。
- 勝保沢（かつほざわ）
- 上三原田（かみみはらだ）
- 北上野（きたうえの）
- 北赤城山（きたあかぎさん）- 旧敷島村大字赤城山[11]。読みは「きたあかぎやま」ではなく「きたあかぎさん」である。
- 栄（さかえ）
- 敷島（しきしま）- 敷島村時代および赤城村発足時は「猫（ねこ）」であった。1957年（昭和32年）1月1日に名称変更[11]。
- 滝沢（たきざわ）
- 棚下（たなした）
- 樽（たる）
- 津久田（つくだ）
- 長井小川田（ながいおがわだ）
- 溝呂木（みぞろき）
- 見立（みたち）
- 南赤城山（みなみあかぎさん）- 旧横野村大字赤城山[11]。読みは「みなみあかぎやま」ではなく「みなみあかぎさん」である。
- 三原田（みはらだ）
- 宮田（みやだ）
- 深山（みやま）
- 持柏木（もちかしわぎ）

### 村内の行政区
赤城村には22の行政区があり、旧村別では、旧横野村域に12区域、旧敷島村域に10区域ある。旧敷島村の行政区は、5つの大字を10区域に分割した番号制の区名であった。赤城村発足後の敷島地区の行政区は旧来通りの第1区から第10区とした。横野地区では、行政区名を大字から番号に改め、第11区から第21区とした。1976年（昭和51年）4月1日、大字三原田の内、三原田住宅団地に属する区域が分離して、第22区として新設した。
- 1区（津久田の中部）
- 2区（津久田の中南部）
- 3区（津久田の南部）
- 4区（津久田の北西部）
- 5区（敷島）
- 6区（長井小川田の西部）
- 7区（長井小川田の中部）
- 8区（長井小川田の中東部）
- 9区（深山）
- 10区（棚下）
- 11区（持柏木）
- 12区（溝呂木）
- 13区（北上野）
- 14区（勝保沢）
- 15区（見立）
- 16区（滝沢）
- 17区（上三原田）
- 18区（三原田の中東部）
- 19区（樽）
- 20区（宮田）
- 21区（栄）
- 22区（三原田の西部、三原田団地）

### 教育
昭和中期の赤城村発足時、中学校2校（旧横野村立1校、旧敷島村立1校）、小学校5校（旧横野村立2校、旧敷島村立3校）があった。赤城村発足後に三原田小学校栄分校が開校し、三原田・刀川・津久田・南雲の4幼稚園が開園。平成期に棚下小学校が閉校となる。赤城村閉村直前に、中学校2校、小学校5校、幼稚園4園があった。
- 中学校
  - 村立南中学校 - 旧横野村立横野中学校。
  - 村立北中学校 - 旧敷島村立敷島中学校。

- 小学校
  - 村立三原田小学校 - 旧横野村立三原田小学校。
  - 村立三原田小学校栄分校 - 赤城村発足後の1957年（昭和32年）開校。
  - 村立刀川小学校 - 旧横野村立刀川小学校。平成の合併による渋川市発足後の2017年（平成29年）閉校。
  - 村立津久田小学校 - 旧敷島村立敷島南小学校。
  - 村立南雲小学校 - 旧敷島村立敷島北小学校。平成の合併による渋川市発足後の2017年（平成29年）閉校。
  - 村立棚下小学校 - 旧敷島村立棚下小学校。1998年（平成10年）閉校。

- 幼稚園
  - 村立三原田幼稚園
  - 村立刀川幼稚園
  - 村立津久田幼稚園
  - 村立南雲幼稚園

## 交通

### 鉄道路線
- 東日本旅客鉄道（JR東日本）
  - 上越線：敷島駅、津久田駅

### 道路
- 高速道路
  - 村内にあるインターチェンジ：関越自動車道赤城IC（PA併設）
※赤城IC - 昭和IC間に架かる沼尾川橋（長井小川田）は国内第2位の高さを誇る（ちなみに第1位は永井川橋で、こちらは隣の昭和村にある）。
- 一般国道
  - 村内を走る一般国道：国道353号
※1993年（平成5年）の延伸指定区間内。
- 群馬県道（路線名は当時のもの）
  - 群馬県道70号大間々子持線
  - 群馬県道151号津久田停車場前橋線
  - 群馬県道157号赤城山敷島停車場線
  - 群馬県道158号宮田吹屋線
  - 群馬県道159号持柏木寄居線（この村を通る区間はすべて国道353号と重複）
  - 群馬県道255号下久屋渋川線

## 観光

### 名所・旧跡
- 綾戸峡 - 棚下地区・昭和村と、沼田市・子持村との間にある利根川の峡谷。
- 棚下不動滝 - 利根川支流の鈩沢と唐久保沢にかかる滝。日本の滝百選の一つ。
- 敷島温泉 - 利根川沿いの敷島・宮田地区にある温泉。
- 赤城自然園 - 南赤城山と北赤城山にまたがる自然観察園。1993年（平成5年）開園。
- 赤城村歴史資料館 - 勝保沢にある資料館。1982年（昭和57年）開館。郷土歴史・民俗芸能・民具・考古の各展示室がある。

### 文化財・天然記念物
国指定
- 石造不動明王立像（重要文化財）※毎年1月28日が開帳日である。
- 上三原田の歌舞伎舞台（重要有形民俗文化財）
- 滝沢遺跡（史跡）
- 敷島のキンメイチク（天然記念物）

県指定
- 津久田の人形舞台および人形（重要有形民俗文化財）※敷島のキンメイチクと同一敷地内にある。
- 長井坂城跡（史跡）
- 桜森のヒガンザクラ（天然記念物）※敷島のキンメイチクと同一敷地内にある。
- 溝呂木の大ケヤキ（天然記念物）
- ヒメギフチョウ（天然記念物）

村指定
- 上記以外の指定文化財が15、合併後に渋川市の指定を受けた文化財が1つある。

## 人物

### 出身者
- 狩野恵輔（野球選手）
- 木暮剛平（電通社長・会長）
- 角田義一（政治家、参議院副議長、立憲民主党群馬県連最高顧問）
- ロック岩崎（曲技飛行のパイロット）